# Flugt
Flugt (prt: Flee - A Fuga; bra: Flee - Nenhum Lugar para Chamar de Lar) é um filme de docudrama de animação independente de 2021 dirigido por Jonas Poher Rasmussen. Segue a história de um homem chamado Amin Nawabi, que partilha pela primeira vez o seu passado escondido de como fugiu do seu país. Riz Ahmed e Nikolaj Coster-Waldau são os produtores executivos.
O filme teve a sua estreia mundial no Festival de Cinema de Sundance de 2021 em 28 de janeiro de 2021. Foi lançado nos cinemas dos Estados Unidos em 3 de dezembro de 2021, pela Neon e Participant .
O filme recebeu elogios unânimes de festivais de cinema e críticos, com elogios da crítica pela animação, história, conteúdo temático, assunto e representação LGBT; recebeu vários prémios, principalmente para categorias de animação e documentário, incluindo NBR Freedom of Expression e um dos principais documentários no National Board of Review, e uma indicação ao Globo de Ouro de Melhor Animação .
Considerado um dos filmes mais aclamados e premiados desde Valsa com Bashir (2008). Foi selecionado como a entrada dinamarquesa para o Óscar de Melhor Longa-Metragem Internacional, fazendo parte da lista de finalistas de dezembro. Além disso, foi indicado para Melhor Documentário e Melhor Animação .

## Enredo
O filme segue Amin Nawabi que, prestes a casar-se com o seu marido, partilha pela primeira vez a história sobre o seu passado escondido, de como fugiu de Afeganistão, o seu país natal, para a Dinamarca como refugiado.

## Elenco
O filme tem pessoas reais e fictícias.
- Amin Nawabi como ele mesmo
  - Daniel Karimyar como Jovem Amin
  - Fardin Mijdzadeh como Adolescente Amin
- Belal Faiz como Saif
  - Milad Eskandari como Jovem Saif
- Zahra Mehrwarz como Fahima
  - Elaha Faiz como Adolescente Fahima
- Sadia Faiz como Sabia

## Produção
Em janeiro de 2021, foi anunciado que Riz Ahmed e Nikolaj Coster-Waldau atuariam como produtores executivos do filme e narrariam uma versão em inglês do filme.

## Lançamento
Flee teve a sua estreia mundial no Sundance Film Festival em 28 de janeiro de 2021. Pouco depois, Neon / Participant, Curzon Artificial Eye e Haut et Court adquiriram os direitos de distribuição nos EUA, Reino Unido e França, respetivamente. O filme foi inicialmente programado para ter sua estreia mundial no Festival de Cinema de Cannes em maio de 2020, mas o festival foi cancelado devido à pandemia do COVID-19 . Também foi exibido no Festival Internacional de Cinema de Toronto de 2021 e no Festival de Cinema de Nova York de 2021 em setembro de 2021.
O filme foi lançado em cinemas selecionados em Nova Iorque e Los Angeles pela NEON and Participant em 3 de dezembro de 2021 com uma expansão nacional em 21 de janeiro de 2022. O filme tem estreia prevista para 7 de abril de 2022 em Portugal.

## Recepção

### Bilheteira
No seu fim de semana de estreia, o filme arrecadou US$24.794 em quatro cinemas para uma média por cinema de US$6.198.

### Crítica
Flee recebeu elogios da crítica, com o jurado do Sundance, Kim Longinotto, chamando-o de "um clássico instantâneo" na cerimónia de prémios do festival. Possui 98% de aprovação no site agregador de avaliações Rotten Tomatoes, com base em 117 avaliações, com média ponderada de 8,40/10. O consenso dos críticos diz: "Ao retratar a experiência dos refugiados através de animação vívida, Flee ultrapassa os limites do documentário para apresentar uma memória comovente de autodescoberta". No Metacritic, o filme tem uma classificação de 90 em 100, com base em 26 críticos, indicando "aclamação universal".
O Metacritic informou que Flee - A Fuga apareceu em mais de 33 listas de críticos dos dez melhores filmes em 2021, sendo um dos dois filmes de animação na lista desse ano, juntamente com The Mitchells vs The Machines . O filme ficou em primeiro e segundo lugar em 2 listas.

## Prémios e indicações
Em Sundance, o filme ganhou o Grande Prémio do Júri na secção World Cinema Documentary. Posteriormente, foi exibido no Festival Internacional de Cinema de Animação de Annecy, onde ganhou o prémio de Melhor Longa-Metragem.
No Festival Internacional de Cinema de Toronto de 2021, o filme ficou em segundo lugar no People's Choice Award for Documentaries . Também foi indicado a dois Critics' Choice Documentary Awards, de Melhor Longa-Metragem e Melhor Diretor.
Ganhou o NBR Freedom of Expression e foi um dos principais documentários do National Board of Review, tendo recebido uma indicação ao Globo de Ouro de Melhor Animação, ganho duas categorias do British Academy Film Awards e quatro indicações ao Annie Awards.
Em fevereiro de 2022 foi indicado para os óscares de Melhor Filme de Animação, Melhor Documentário de Longa-metragem e de Melhor Filme Internacional.